# Sprawl II (Mountains Beyond Mountains)
«Sprawl II (Mountains Beyond Mountains)» es una canción en inglés de Arcade Fire, publicada como el track número 16 de su álbum de 2010 The Suburbs. Fue escrita y compuesta por Sarah Neufeld, Richard Reed Parry, Jeremy Gara, Win Butler, Will Butler, Régine Chassagne y Tim Kingsbury. Interpretada por Régine Chassagne, fue publicada como sencillo el 13 de diciembre de 2011. 

## Inspiración
Contenido en un álbum en el que Win Butler hizo constantes alusiones a como se crio en Houston, en la canción se hacen evocaciones a las vivencias de la infancia de Régine Chassagne en Montreal y al contraste de las presiones de la vida adulta. La canción está inspirada en la obra del escritor Tracy Kidder, Mountains Beyond Mountains: The Quest of Dr. Paul Farmer, A Man Who Would Cure the World, que habla sobre la experiencia del Doctor Paul Farmer sobre el tratamiento de la tuberculosis, especialmente en Haití y Rusia.

## Sonido
Su ritmo inspirado en la música disco tiene reminiscencias a Heart of Glass de Blondie y a canciones de New Order.

## Video
Esta canción tuvo dos versiones, ambas dirigidas por Vincent Morisset. La primera, convencional, en donde la intérprete pasea con diferentes trajes hechos de papel, mientras que un grupo de bailarines realiza coreografías de danza contemporánea con máscaras en sus rostros. La segunda es una versión interactiva alojada en el sitio web www.sprawl2.com, en la que pueden generarse videos temporales interactuando a través de la webcam para generar distintas versiones basadas en una bailarina.

## Personal
- Will Butler - sintetizador, piano, guitarra, bajo, órgano, coros
- Win Butler - guitarra, piano
- Régine Chassagne - voz, coros, batería, piano, clavicordio, sintetizador, órgano, sintetizador de cuerdas
- Jeremy Gara - drums, percussion, piano, synthesizer
- Tim Kingsbury - bajo, guitarra, percusiones, coros
- Sarah Neufeld - violín, coros
- Richard Reed Parry - guitarra, bajo doble, piano, clavicordio, percusiobes, coros
- Colin Stetson – saxofón
- Pietro Amato – corno francés
- Emily Lazar, Joe LaPorta: masterización en estudios The Lodge, New York y Sterling Sound
- Arcade Fire: producción, grabación y arreglos
- Owen Pallett – arreglos de cuerdas
- Markus Dravs – coproducción
- Mark Lawson – grabación
- Craig Silvey – mezcla
- Nick Launay – mezcla adicional